# Henryka Badura
Henryka Badura z domu Drobczyńska (ur. 1902 w Łazach, zm. 1943 w KL Auschwitz) – polska działaczka narodowa na Śląsku Cieszyńskim, działaczka ruchu oporu w czasie II wojny światowej.
Pochodziła z rodziny robotniczej. Żona górnika Józefa, matka Tadeusza, który również działał w ruchu oporu. W okresie międzywojennym działaczka Macierzy Szkolnej Księstwa Cieszyńskiego i Rodziny Opiekuńczej w Łazach.
W czasie II wojny światowej aktywna w ruchu oporu. Aresztowana i więziona m.in. w Katowicach, Cieszynie oraz w niemieckim obozie koncentracyjnym KL Auschwitz, gdzie w 1943 zginęła.